# Cinemática del trauma

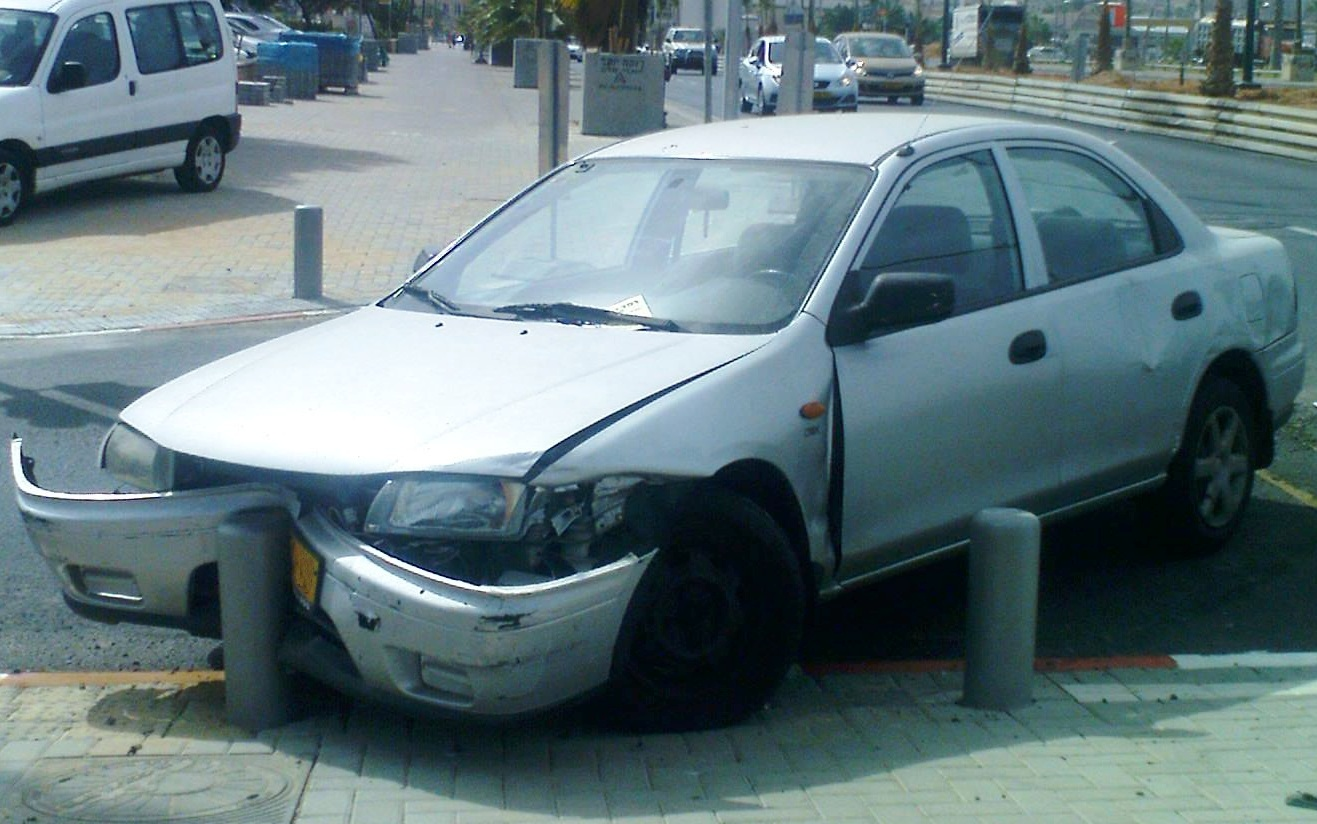
Evaluar la escena de un incidente es crítico. Información
como la dirección del impacto, intrusión del compartimiento de pasajeros
y la cantidad de intercambio de energía brinda una idea de las
posibles lesiones de las personas.

La cinemática del trauma es entender y analizar la escena de un accidente para determinar las posibles lesiones de los pacientes y darles un tratamiento más rápido y efectivo.
A medida que el cuerpo se colisiona con un objeto, el número de partículas de tejido afectadas por el impacto determina
la cantidad de intercambio de energía y por lo tanto la cantidad de daño resultante. El número de partículas de tejido
afectadas se determina por la densidad del tejido y por el área de la superficie de impacto.
Basado en los principios de prevención de lesiones, el cuidado médico de un paciente de trauma puede ser dividido en
tres fases: preimpacto, impacto y postimpacto. El término impacto no necesariamente se refiere a un impacto vehicular. El
impacto de un vehículo con un peatón, un misil (bala) hacia el abdomen o un albañil en el asfalto después de una caída,
son todos impactos. En cada caso, hay un intercambio de energía entre un objeto en movimiento y el tejido de la víctima
de trauma o entre la víctima de trauma en movimiento y un objeto estacionario.
El primer paso en la atención prehospitalaria de urgencia en la evaluación del paciente politraumatizado, es evaluar la escena del accidente y los eventos ocurridos, dando respuesta a las siguientes interrogantes:
- ¿Cómo se presenta la escena?
- ¿A qué velocidad?
- ¿Qué tan largo fue el tiempo de detención?
- ¿Usaban las víctimas algún medio de protección?
- ¿Los cinturones de seguridad sujetaron adecuadamente a las víctimas o se soltaron?
- ¿Fueron las víctimas expulsadas fuera del vehículo?

Las respuestas a estas preguntas deben proporcionar información para predecir el tipo de daño que el accidentado pueda tener.